# Kilisaari (ö i Södra Savolax)
Kilisaari är en ö i Finland. Den ligger i sjön Ryökäsvesi och Liekune och i kommunen Hirvensalmi i den ekonomiska regionen  S:t Michel och landskapet Södra Savolax, i den södra delen av landet, 190 km nordost om huvudstaden Helsingfors. Öns area är 2 hektar och dess största längd är 380 meter i nord-sydlig riktning.